# Alişar
Alişar (Alişarhöyük, Alişar Höyük, Alişar Hüyük) Közép-Anatólia keleti részén Yozgat tartományban
található régészeti lelőhely (településdomb: tepe, höyük). Sorgun és Sarikaya városok közt található, a Kanak Su (a Felső Kanak mellékfolyója), vagy másképpen Alişar Özü völgyében. Szomszédos települései: délen Alişar, északnyugaton Karaveli.

## A régészeti lelőhely
A Kayseritől 130 kilométerre levő régészeti terület mintegy 18 hektár nagyságú, amely egy fellegvárat (citadellát), valamint masszív városfalakkal védett alsóvárost foglal magába. A régész Gorny véleménye szerint a hettita Ankuwa településsel azonosítható. Más vélemények szerint Kuššara vagy Šanaḫuitta településekkel azonos.

## Az ásatások
Alişarhöyükön 1927-32. között a chicagoi egyetem Hans Henning von der Ostem által vezetett csoportja végzett ásatásokat. 1990. óta a chicagoi egyetemnek egy újabb csoportja folytatja az ásatásokat, Ronald R. Gorny vezetése alatt. A T 11. és T 10-es településrétegeket az asszír kereskedő-kolóniák korára datálta. A T 11-es rétegben található rombolási nyomok feltehetőleg a hettiták támadására, vagy uralmára vezethetők vissza.

## A régészeti leletek
Az ásatások során talált leleteket az ankarai Anatóliai Civilizációk Múzeuma-ban tartják, s ott tekinthetők meg.

## Településtörténet
Gorny véleménye szerint a korábbi időkben valószínűleg hatti település lehetett és a hettitáknak Kaneš-ből északra irányuló terjeszkedésével vált a hettita impérium részévé. Az Alişarhöyükön fellelt agyagtáblák gazdasági tárgyú szövegeiből kitűnik, hogy a város az asszír kalmárklóniák hálózatának fontos északi tagja volt.
Később, a bronzkorban (Kr. e. 3000 k.–Kr. e. 2000 k.) a jelek szerint két kultúra létezhetett e területen, a leletek ugyanis külső támadók behatolására utalnak. Valószínűleg az indoeurópai hettiták vagy velük rokon törzsek törtek be a területre, de rövid időn belül  beolvadtak a lakosságba. A helyi, kis-ázsiai kultúra tárgyi emlékei között számos Kr. e. XIX. sz.-i „kappadókiai agyagtábla” maradt ránk az Alisar Hüyükben élt asszír kereskedő-kolónusok feljegyzéseivel.
A Kr. e. XIII. sz. után a mesterséges domb phrüg erődnek adott helyet, melyet várfal vett Körül. A település egészen a Kr. e. VI. sz.-ig létezhetett, végül tűz pusztította el.

## Lásd még
- Anatóliai civilizációk régészeti lelőhelyei
- Anatóliai Civilizációk Múzeuma